# Museum Karaman

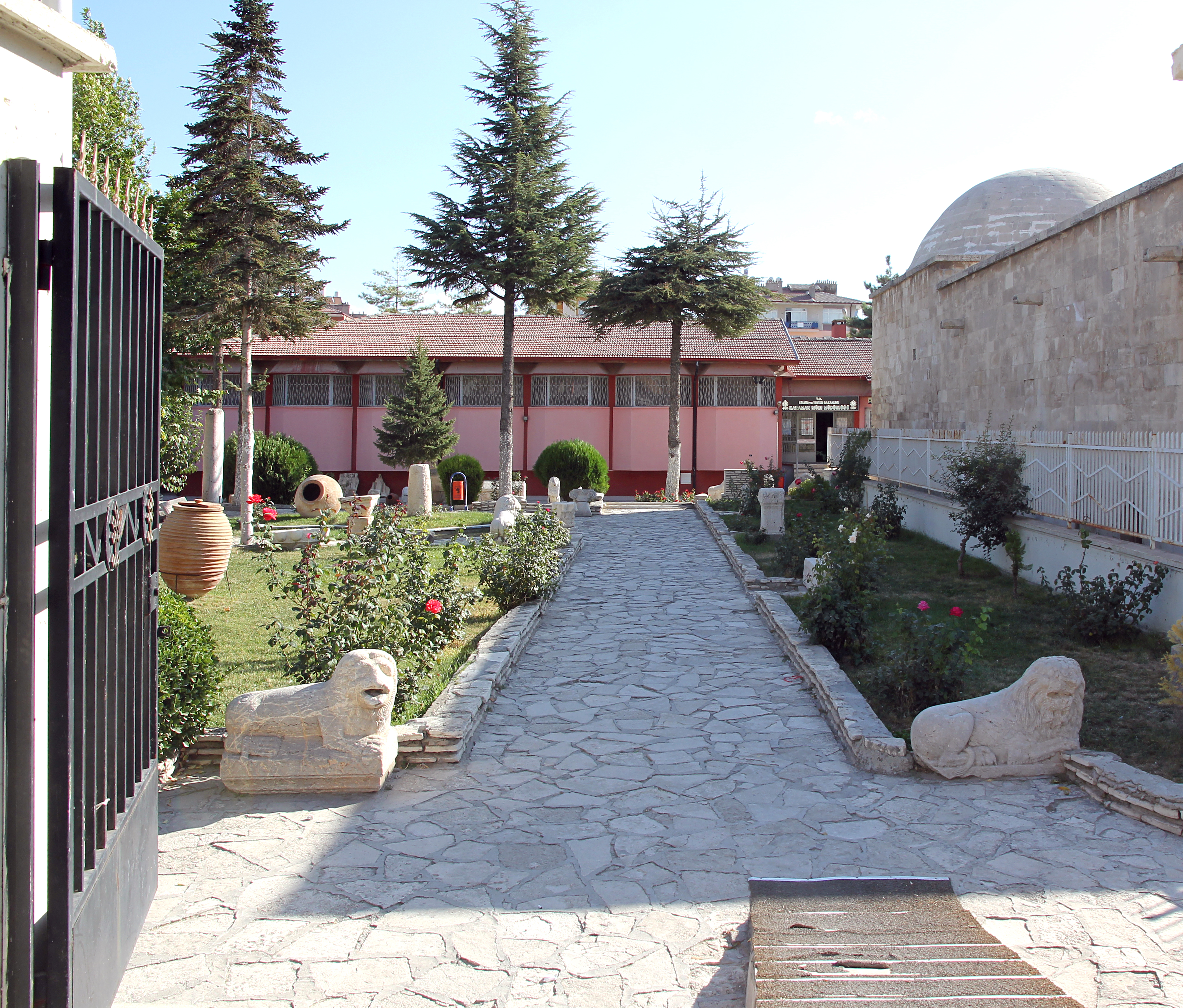
Museum Karaman

Das Museum Karaman (türkisch Karaman Müzesi) ist ein archäologisches und ethnographisches Museum in der südtürkischen Stadt Karaman in der gleichnamigen Provinz. Es liegt im Stadtzentrum in der Turgut Özal Caddesi, hinter der theologischen Hochschule Hatuniye Medresesi. Es beherbergt Ausstellungsstücke aus den Perioden von der Jungsteinzeit bis in die byzantinische Epoche, im ethnographischen Teil aus seldschukischer bis osmanischer und moderner Zeit.

## Geschichte
Nachdem die archäologischen Funde der Umgebung Karamans zunächst in andere Museen der Türkei verbracht worden waren, wurde 1961 ein erstes Museum in den Räumen der Tourismusvereinigung gegründet. 1963 wurde die Sammlung in ein Gebäude im Zentrum verlagert, 1966 in die Ibrahim Bey Armenküche, 1968 in ein gemietetes Haus und 1971 schließlich in das heutige Gebäude, das 1980 offiziell eröffnet wurde. Es besteht aus zwei Stockwerken, von denen heute (2017) nur das obere in Gebrauch ist. In der unteren Etage sind ein zweiter Ausstellungsraum, Lager- und Technikräume geplant.

## Ausstellung
Das obere Geschoss hat eine Grundfläche von 550 Quadratmetern, wozu neben Verwaltungsräumen zwei Säle mit 32 Vitrinen gehören, einer für archäologische und einer für ethnographische Exponate. Die ältesten Stücke der archäologischen Sammlung stammen aus dem prähistorischen Siedlungshügel Canhasan zehn Kilometer nordöstlich von Karaman. Dazu gehören Keramik, Steinäxte, Pfeilspitzen aus Obsidian, Schaber und Schmuckgegenstände. Der Bronzezeit gehören Keramikfunde aus dem Sısanın Höyük und der westanatolischen Yortan-Kultur an sowie hethitische Stempel- und Rollsiegel. Die Funde der hellenistischen Ära sind Tongefäße, hauptsächlich Teller und Lekythoi, unter anderem aus Kelenderis. Zu den Funden der römischen und byzantinischen Epoche zählen unter anderem 2015 in Philadelphia bei Ermenek gefundene Büsten, ein Sarkophag, Keramik, Glasfläschchen und Holzgegenstände. Erwähnenswert ist eine weibliche Leiche mit Bekleidungsresten aus den Manazan-Höhlen bei Taşkale, östlich von Karaman, die auf das 11. bis 12. Jahrhundert datiert wird. Ebenfalls zur Kollektion gehört eine reiche Münzsammlung mit griechischen, venezianischen, römischen, byzantinischen und osmanischen Exemplaren, darunter auch aus der Zeit der Karamanoğulları.
Die zweite Halle zeigt volkskundliche Artefakte aus der Zeit der Seldschuken, der anatolischen Fürstentümer (Beyliks), der Osmanen und der türkischen Republik.
Zur Sammlung gehören nach Angaben der Museumsdirektion 4231 archäologische und 2095 ethnographische Exponate sowie 6732 Münzen. Direktor des Museums ist Abdülbari Yıldız.

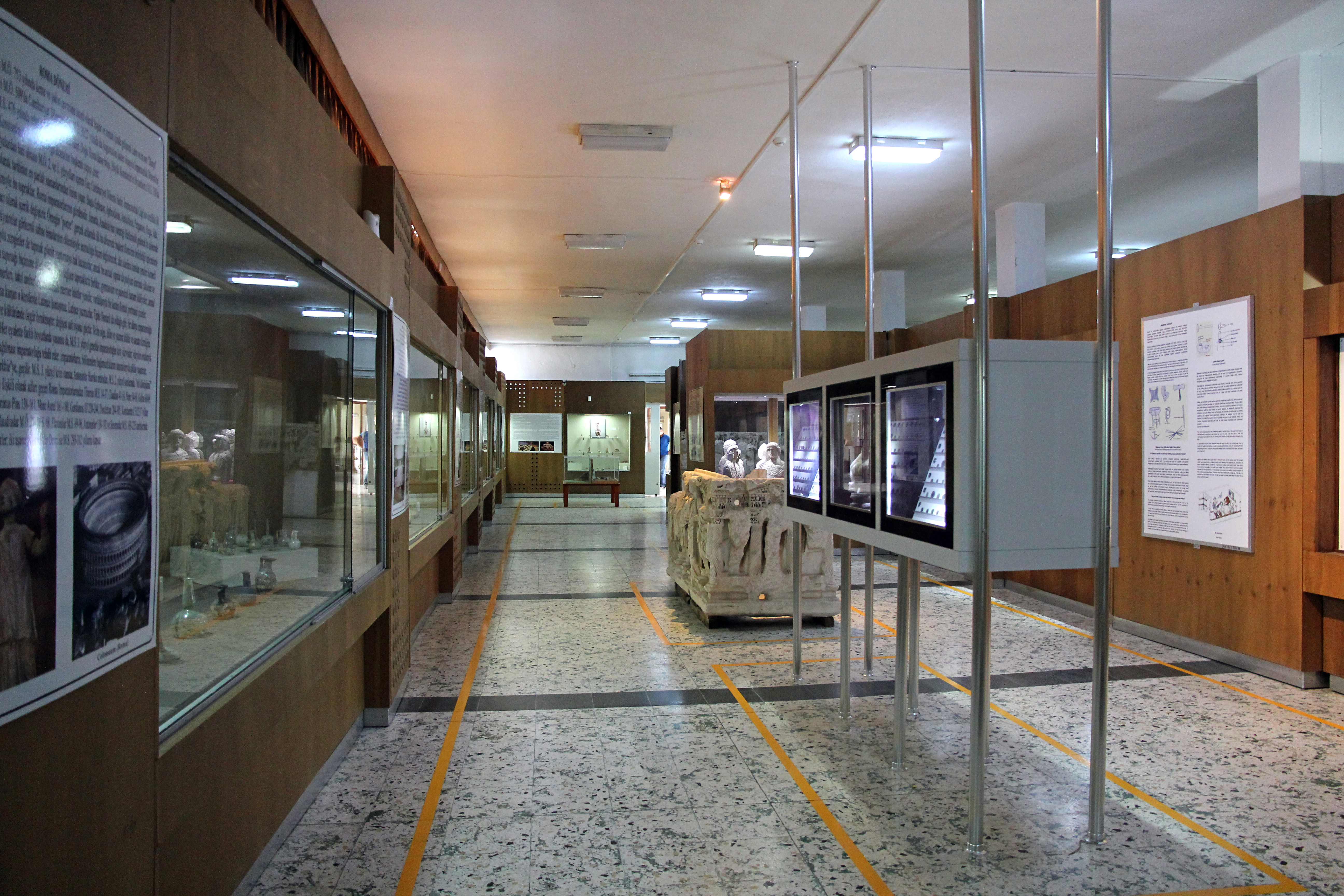
Archäologischer Saal
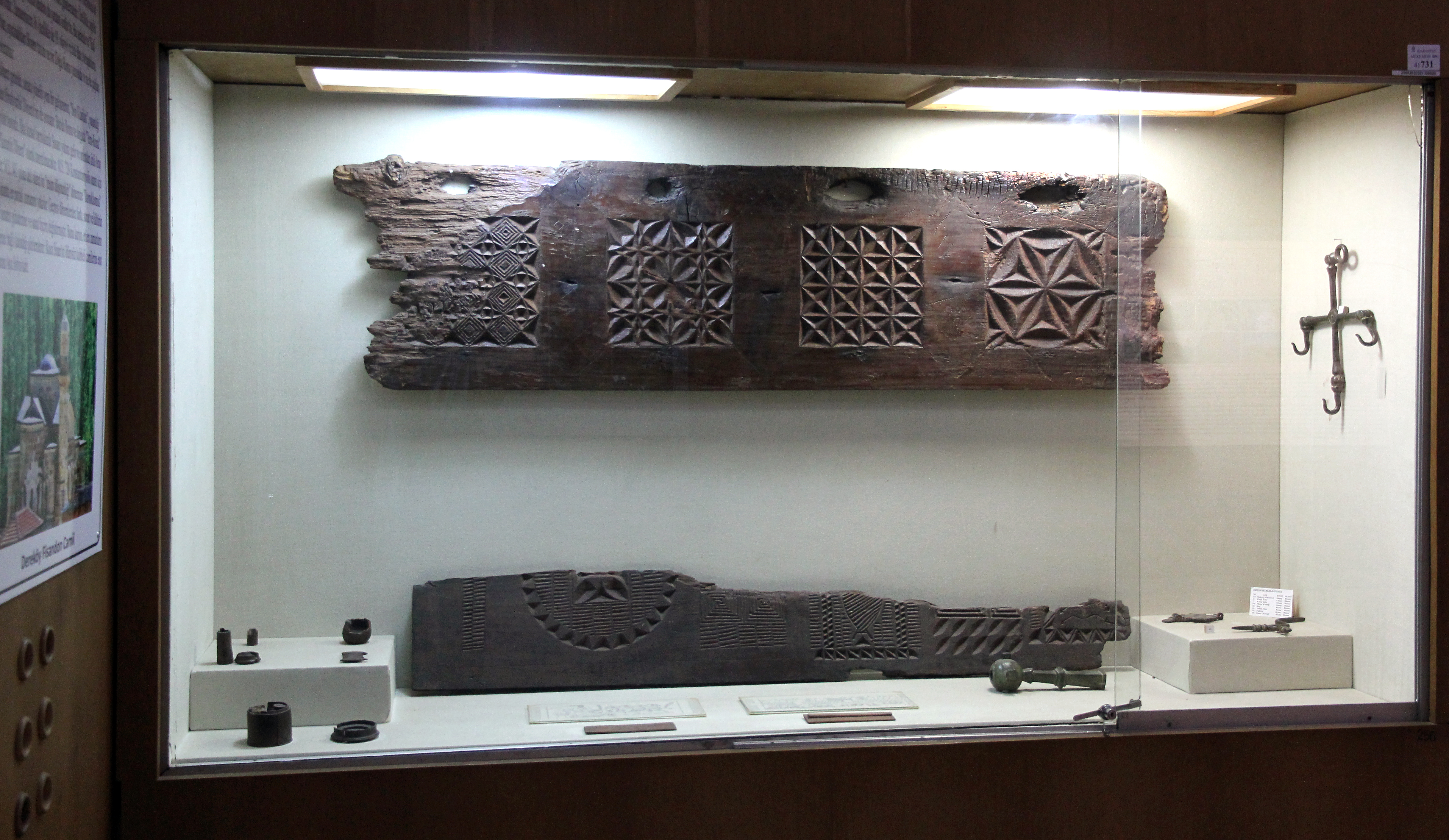
Holzobjekte
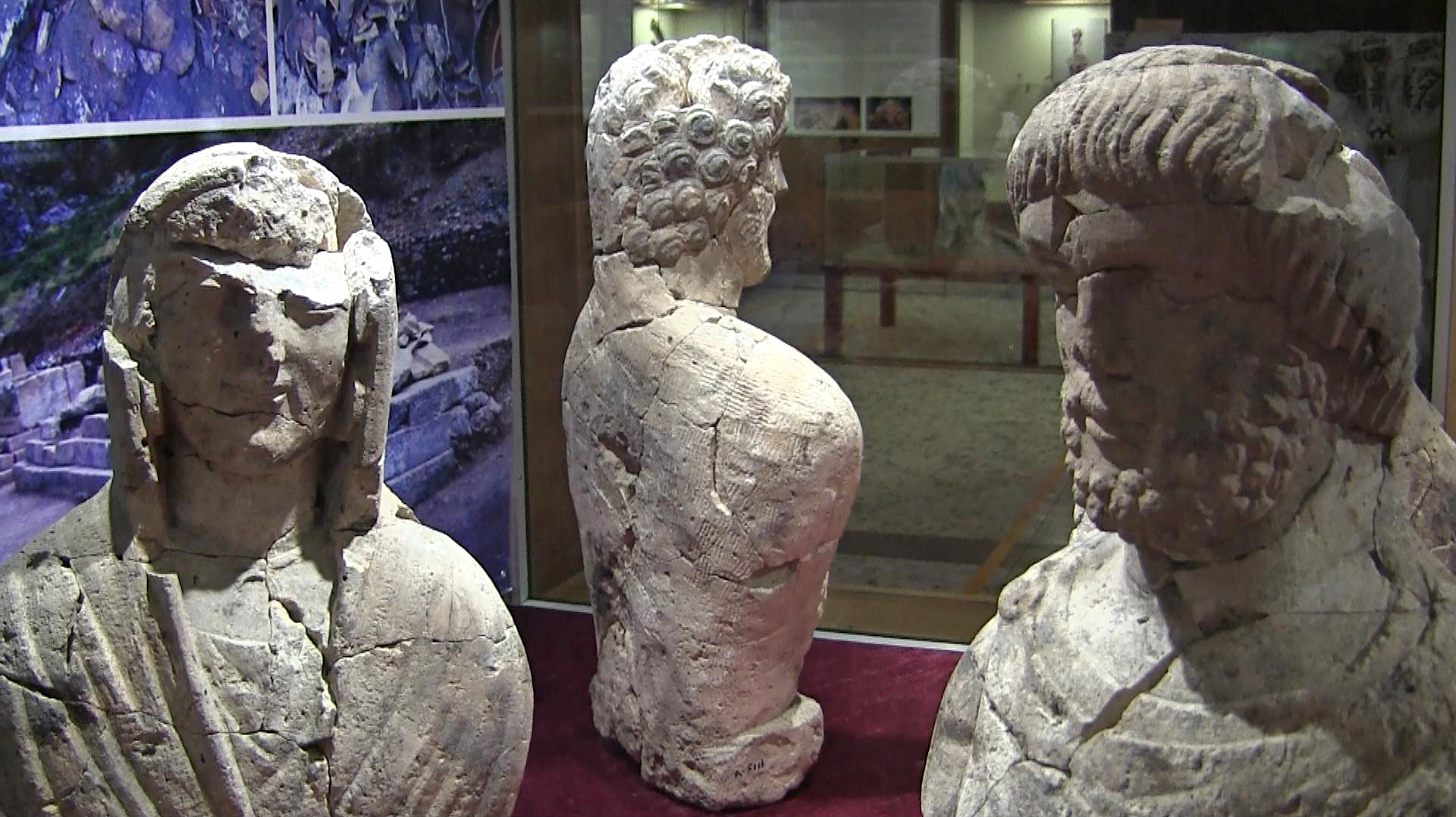
Büsten aus Philadelphia
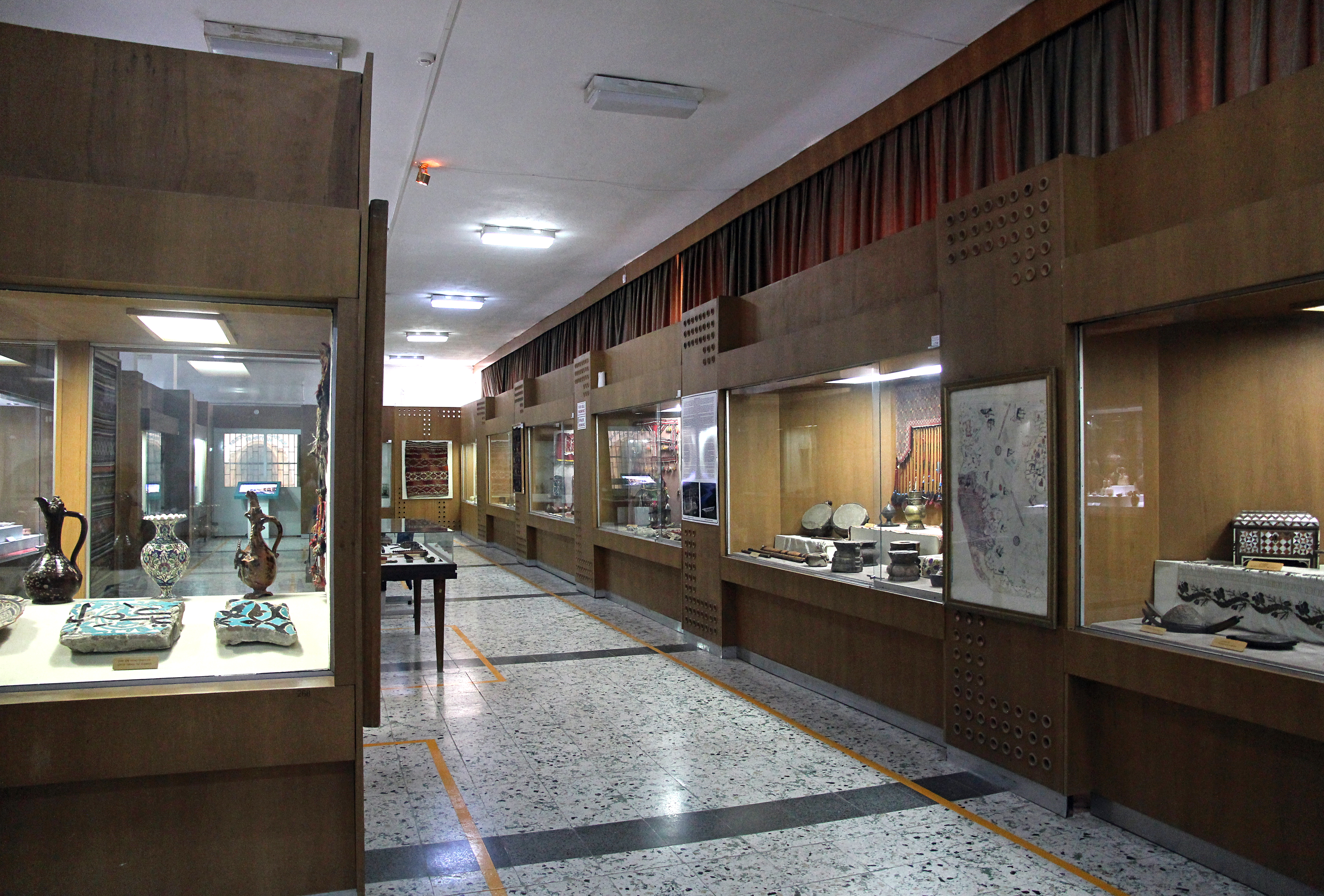
Ethnographischer Saal